# Fabienne Kohlmann
Fabienne Kohlmann (Würzburg, 6 november 1989) is een atleet uit Duitsland.
Op de Europese kampioenschappen atletiek 2010 liep Kohlmann met het Duitse estafette-team naar een zilveren medaille op de 4x400 meter, in een tijd van 3.24,07.
Op de Olympische Zomerspelen van Londen in 2012 liep Kohlmann met het Duitse estafette-team op de 4x400 meter.
Op de Olympische Zomerspelen van Rio de Janeiro in 2016 liep Kohlmann de 800 meter.